# Radiotelevisione Italiana

RAI Radiotelevisione Italiana (RAI) är ett offentligt radio- och TV-företag i Italien. Det bildades 1924 och bär namnet RAI sedan 1945. 
RAI började sända reguljära TV-sändningar 1954 och två år senare nådde sändningarna hela Italien. 1961 följde RAI 2 och 1979 RAI 3. 1974 upphävdes RAI:s monopol genom domstolsbeslut. 

## TV-kanaler
- Rai 1
- Rai 2
- Rai 3
- Rai 4
- Rai 5
- Rai Premium
- Rai Movie
- Rai Gulp
- Rai Yoyo
- Rai News 24
- Rai Storia
- Rai Sport
- Rai Scuola

## Radiokanaler
- Rai Radio 1
- Rai Radio 2
- Rai Radio 3
- Rai Radio Tutta Italiana
- Rai Radio Classica
- Rai Radio Techete'
- Rai Radio Live
- Rai Radio Kids
- Rai Isoradio
- Rai GR Parlamento